# Ogern
Ogern és un nucli de població del municipi de Bassella, a l'Alt Urgell situat a la dreta de la Ribera Salada a 489 m d'alt. bastit al voltant de l'església parroquial de Sant Serni i ambdues bandes de la carretera de Solsona a Bassella. Al cens de 2005 tenia 119 habitants.